# Neckera spruceana
Neckera spruceana är en bladmossart som beskrevs av Mitten 1869. Neckera spruceana ingår i släktet fjädermossor, och familjen Neckeraceae. Inga underarter finns listade i Catalogue of Life.